# Łowczyk białoszyi
Łowczyk białoszyi, łowiec białoszyi (Todiramphus farquhari) – gatunek średniej wielkości ptaka z rodziny zimorodkowatych (Alcedinidae). Jest endemitem czterech wysp w północnej części archipelagu Nowych Hebrydów, administracyjnie należącego do Vanuatu. W Czerwonej księdze gatunków zagrożonych IUCN klasyfikowany jest jako gatunek bliski zagrożenia (NT, Near Threatened).

## Systematyka
Pierwszego naukowego opisu gatunku dokonał brytyjski przyrodnik Richard Bowdler Sharpe, nadając mu nazwę Halcyon farquhari. Opis ukazał się w 1899 roku w czasopiśmie „Bulletin of the British Ornithologists’ Club”. Autor jako miejsce typowe autor wskazał wyspy Malikolo i Espiritu Santo w archipelagu Nowych Hebrydów. Obecnie gatunek zaliczany jest do rodzaju Todiramphus. Nie wyróżnia się podgatunków. Zwyczajowo łowczyk białoszyi razem z następującymi gatunkami: łowczyk lazurowy, łowczyk białogrzbiety, łowczyk leśny, łowczyk różoworzytny i łowczyk molucki tworzy grupę gatunków.

### Etymologia
- Todiramphus: rodzaj Todus Brisson, 1760 (płaskodziobek); gr. ῥαμφος rhamphos „dziób”[11].
- farquhari: od nazwiska admirała Royal Navy, Sir Arthura Murraya Farquhara (1855–1937)[12].

## Morfologia
Średniej wielkości ptak o dużym, szerokim u nasady, czarnym dziobie, którego górna część jest nieco jaśniejsza, a dolna czarna z rogową częścią najbliższą podgardla. Nogi i stopy szaro-czarne. Tęczówki ciemnobrązowe. Występuje niewielki dymorfizm płciowy. U samców góra głowy ciemnoniebieska, poniżej czarna, dosyć wąska maska obejmująca nasadę dzioba, policzki, okolice oczu, uszy, rozciąga się wokół głowy zwężając z jej tyłu. Podgardle, gardło, szyja i kark białe. Pierś, brzuch, boki ciała i pokrywy podogonowe pomarańczowe. Skrzydła ciemnoniebieskie, ogon dość krótki, także ciemnoniebieski. Grzbiet i zad niebieski. Samica różni się od samca białą plamą na dolnej części brzucha. Młode osobniki są bardziej matowe od dorosłych.
Długość ciała 21 cm, masa ciała: samce 32–42 g, samice 35–42 g.

## Zasięg występowania
Łowczyk białoszyi występuje tylko na czterech wyspach w północnej części archipelagu Nowych Hebrydów (terytorium Vanuatu): Espiritu Santo, Aore, Malo i Malekula. Występuje głównie na terenach położonych do wysokości 800 m n.p.m. Jego zasięg występowania według szacunków organizacji BirdLife International obejmuje około 12,5 tys. km².

## Ekologia
Głównym habitatem łowczyka białoszyjego są pierwotne nizinne lasy tropikalne. Występuje także w ogrodach, na polach uprawnych i plantacjach kokosów. Jest gatunkiem osiadłym. Długość pokolenia jest określana na 3,35 roku. Dieta tego gatunku składa się z owadów, w tym prostoskrzydłych (Orthoptera), chrząszczy, mrówek, ciem, ale stwierdzono też spożywanie pająków i jaszczurek. Zdobyczy wypatruje zwykle siedząc na gałęziach wysoko w koronach drzew, czasami żeruje bezpośrednio na ziemi, przeszukując ściółkę w poszukiwaniu owadów.

### Rozmnażanie
Brak szczegółowych informacji o rozmnażaniu. Na wyspie Espiritu Santo stwierdzono lęg w grudniu. Gniazda zakłada w nadrzewnych termitierach, dziuplach w palmach lub w paproci drzewiastej. W lęgu 3 jaja.

## Status
W Czerwonej księdze gatunków zagrożonych IUCN łowczyk białoszyi jest klasyfikowany jako gatunek bliski zagrożenia (NT, Near Threatened). Liczebność populacji jest oszacowana na nie mniej niż 14 tys. i nie więcej niż 94 tys. dorosłych osobników; ptak ten jest opisywany jako lokalnie dość pospolity. Trend liczebności populacji uznawany jest za powolnie spadkowy.

## W kulturze człowieka
Rysunek łowczyka białoszyjego został umieszczony na dwóch znaczkach pocztowych: z Nowych Hebrydów (wówczas jeszcze angielsko-francuskie kondominium) oraz Vanuatu.